# Токугава, Куниюки
Князь Токугава Куниюки (яп. 徳川圀順, 13 декабря 1886 — 17 ноября 1969) — крупный японский аристократ и политический деятель, 13 глава ветви Мито Токугава (1898—1969), 7-й председатель палаты пэров в парламенте Японии (1944—1946), учёный.

## Биография
Токугава Куниюки родился в японской столице Токио. Старший сын маркиза Токугавы Ацуёси (1855—1898), 12-го главы ветви Мито Токугава (1883—1898).
В мае 1898 года после смерти своего отца Токугава Куниюки, возглавивший род Мито Токугава, унаследовал титул shishaku (侯爵, маркиза) и был включен в состав высшей палаты пэров.
В 1906 году завершил многотомный труд Дай Нихонси, всеобъемлющею книгу о истории Японии, которую начал писать его предок Токугава Мицукуни в 17 веке.
Несмотря на это, в 1910 году Токугава Куниюки был принят в 22-й класс военной академии императорской армии Японии, откуда в чине второго лейтенанта поступил в японскую императорскую армию. В 1914 году в связи с состоянием здоровья вышел в отставку, а в 1915 году был зачислен в запас.
С декабря 1911 года Токугава Куниюки работал в высшей палате пэров японского парламента. После завершения многотомного труда Дай Нихонси в 1929 году он получил звание koshaku (公爵, князя).
25 июня 1940 года Токугава Куниюки принял должность почетного президента Японского Красного Креста. С 11 октября 1944 по 19 июня 1946 года — председатель высшей палаты пэров.
В 1969 году после смерти Токугава Куниюки новым (14-м) главой рода Мито Токугава стал его старший сын Токугава Кунинари (1912—1986).